# Oecobius armiachi
Espèce
Oecobius armiachi est une espèce d'araignées aranéomorphes de la famille des Oecobiidae.

## Distribution
Cette espèce est endémique d'Israël. Elle se rencontre en Judée.

## Description
Le mâle holotype mesure 2,33 mm et la femelle paratype 2,38 mm.

## Systématique et taxinomie
Cette espèce a été décrite par Marusik et Zonstein en 2024.

## Étymologie
Cette espèce est nommée en l'honneur d'Igor Armiach Steinpress. 

## Publication originale
- (en) Marusik et Zonstein, « The spider genus Oecobius (Araneae: Oecobiidae) in Israel, with description of a new species and new synonymies », Israel Journal of Entomology (en), vol. 53,‎ 2024, p. 49-62